# Acanthoderes rubripes
Acanthoderes rubripes là một loài bọ cánh cứng trong họ Cerambycidae.